# Cristo del Calvario (Icod de los Vinos)
El Santísimo Cristo del Calvario, también llamado Cristo de Icod o Cristo Rescatado, es una imagen que representa a Jesucristo crucificado en el momento de su muerte, de gran devoción popular en el municipio y ciudad de Icod de los Vinos (isla de Tenerife, Canarias, España). 
El Cristo de Icod fue esculpido en La Habana (Cuba) y posteriormente trasladado a Tenerife. Originalmente entre el año 1725 y hasta 1729 permaneció en la nave lateral izquierda de la Parroquia Matriz de San Marcos Evangelista. En dicho año, tras el regreso a la isla de quien la encargó, la imagen pasó a su culto privado. Debido a la gran devoción que había creado en el municipio se reunieron colectas y bulas para conseguir el importe total de la talla y recuperarla para el culto popular.
En el año 1815 la talla de madera del Cristo, de estilo barroco hispánico americano, se trasladóa la antigua ermita de Los Afligidos, tras su restauración debido a un incendio y perdida de su titular, una talla de Nuestra Señora de los Afligidos, de estilo sevillano.
Actualmente se encuentra en la Santuario del Calvario, su fiesta se celebra el último domingo de septiembre, día en que es trasladado a la Iglesia Matriz de San Marcos. El Cristo se encuentra en una cruz de plata con la que procesiona el día grande de sus fiestas, mientras que en Semana Santa procesiona en una humilde cruz penitencial, propiedad de su cofradía, quienes custodian y cuidan la Santa Imagen. Su cofradía fue fundada en 1996 por siete jóvenes de la zona.
Su fiesta está considerada la Fiesta Grande del municipio.